# Вако-Жиле
Ва́ко-Жиле́ (кабард.-черк. Вакӏуэ Жылэ) — аул в Адыге-Хабльском районе Карачаево-Черкесской Республики.
Образует муниципальное образование «Вако-Жилевское сельское поселение», как единственный населённый пункт в его составе.

## География

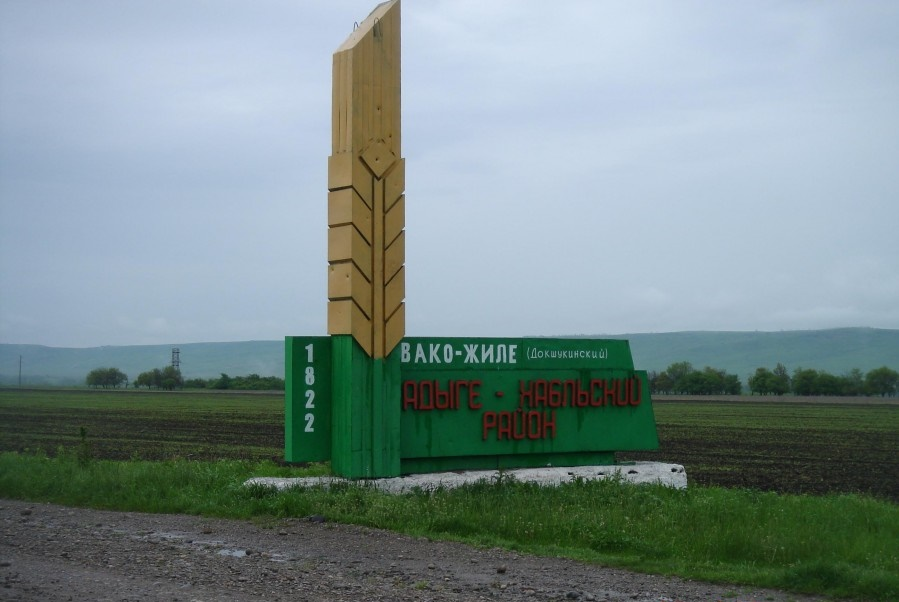
Стела перед въездом в аул

Аул расположен в южной части западной зоны Адыге-Хабльского района, на левом берегу реки Большой Зеленчук. Находится в 14 км к юго-западу от районного центра — Адыге-Хабль и в 28 км к северо-западу от города Черкесск.
Площадь территории сельского поселения составляет — 32,23 км².
Граничит с землями населённых пунктов: Старо-Кувинск на севере, Бесленей на юго-востоке и Зеленчук Мостовой на юге.
Населённый пункт расположен в предгорной лесостепной зоне республики. Рельеф местности представляет собой в основном холмистую местность. Вдоль долины реки Большой Зеленчук тянутся малые хребты. Средние высоты на территории сельского поселения составляют 564 метра над уровнем моря.
Почвенный покров отличается исключительным разнообразием. Развиты черноземы предкавказские и предгорные. В пойме рек пойменные луговые почвы.
Гидрографическая сеть в основном представлена рекой Большой Зеленчук и его мелкими родниковыми притоками.
Климат влажный умеренно-тёплый. Среднегодовая температура воздуха положительная и составляет около +10°С. Средняя температура июля составляет +22°С, средняя температура января −3°С. Среднегодовое количество осадков составляет около 720 мм в год. Основная их часть приходится на период с апреля по июнь.

## История
Первые упоминания об ауле встречаются в 1822 году, когда аул ещё располагался в долине реки Уруп.
На своём современном местоположении аул был основан в 1859 году бесленеевцами, когда остатки населения аула Докшукинский были переселены из долины реки Уруп на левый берег реки Большой Зеленчук. С окончанием Кавказской войны, аул остался одним из пяти бесленеевских аулов сохранившихся на Кавказе.
Первоначально аул назывался Докшукинский, в честь князей Докшуковых живших в ауле. В это время в Кабарде такое же название носили современные сёла Старый Черек и Кахун, а также основанный позже город Докшукино (Нарткала).
В 1929 году постановлением Президиума ВЦИК аул Докшуковский был переименован в Вако-Жиле, что в переводе с кабардино-черкесского языка означает — «общество пахарей».
До 1957 года аул Вако-Жиле образовывал отдельный сельсовет сначала в составе Кувинского района, затем с его упразднением в составе Икон-Халкского района Черкесской автономной области.
В 1957 году сельсовет был упразднён и передан в состав Старо-Кувинского сельсовета, и таким образом включён в новообразованный Адыге-Хабльский район Карачаево-Черкесской автономной области.
В 2008 году из Старо-Кувинского сельского поселения обратно выделено Вако-Жилевское сельское поселение.

## Население
| 2002  | 2010  | 2012  | 2013  | 2014  | 2015  | 2016  |
| ----- | ----- | ----- | ----- | ----- | ----- | ----- |
| 1054  | ↗1272 | ↘1253 | ↗1263 | ↗1280 | ↗1288 | ↗1305 |
| 2017  | 2018  | 2019  | 2020  | 2021  | 2023  | 2024  |
| ↘1296 | ↘1284 | ↘1279 | ↘1251 | ↘1218 | ↗1229 | ↘1214 |
| 2025  |       |       |       |       |       |       |
| ↗1220 |       |       |       |       |       |       |

Плотность — 37.85 чел./км².
Национальный состав
По данным Всероссийской переписи населения 2010 года:
| Народ   | Численность, чел. | Доля от всего населения, % |
| ------- | ----------------- | -------------------------- |
| черкесы | 1228              | 96,5 %                     |
| абазины | 39                | 3,1 %                      |
| другие  | 5                 | 0,4 %                      |
| всего   | 1272              | 100 %                      |

## Образование

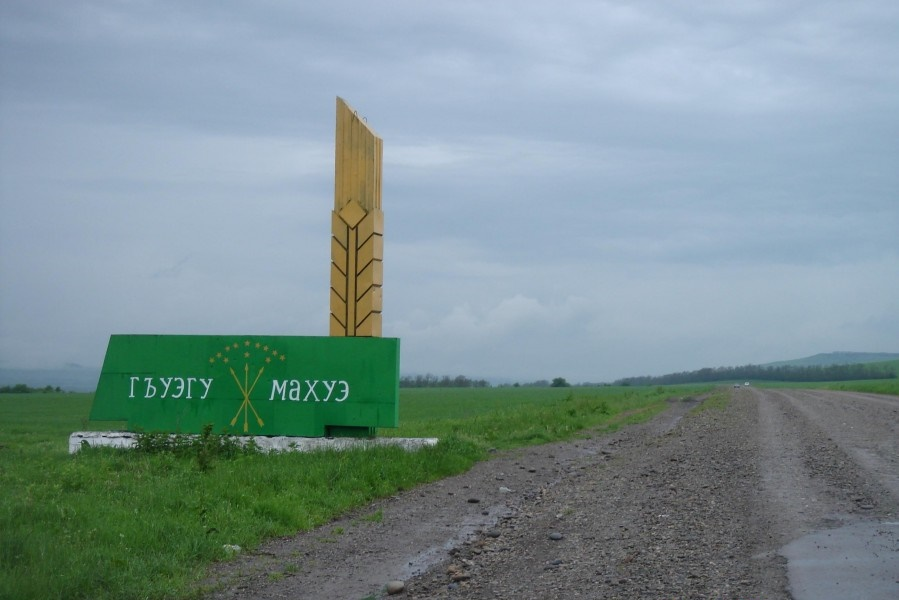
Вид на стелу при выезде из аула

- Средняя общеобразовательная школа № 1 — ул. Первомайская, 112.

## Здравоохранение
- Участковая больница — ул. Первомайская, 45.
- Ветеринарный участок — ул. Первомайская, 108.

## Культура
- Дом культуры

Общественно-политические организации:
- Адыгэ Хасэ
- Совет ветеранов труда и войны

## Ислам
В ауле действует одна мечеть.
- Аульская мечеть — ул. Первомайская, 58 «а».

## Экономика
Основной экономической специализацией муниципального образования является сельское хозяйство и животноводство. В растениеводстве преобладают зерновые и технические культуры, а также картофель.
В животноводстве преобладают продукты крупного и мелкого рогатого скота — мясо и молоко.

## Улицы
| Западная          |
| Интернациональная |
| Комсомольская     |
| Лафишева          |

| Молодёжная  |
| Набережная  |
| Октябрьская |

| Первомайская |
| Пионерская   |
| Подгорная    |